# 古賀登
古賀 登（こが のぼる、1926年5月6日-2014年7月17日）は、東洋史学者。早稲田大学名誉教授。

## 生涯
横浜市出身。1952年早稲田大学文学部東洋史学科で松田壽男に師事、1958年同大学院文学研究科博士課程満期退学。1958年早大文学部助手、1963年講師、1965年助教授、1970年教授、1997年定年退任、名誉教授、皇學館大學教授。
1980年「漢長安城と阡陌・県郷亭里制度」で早大文学博士。2006年11月瑞宝中綬章受章。

## 著書
- 『新唐書』明徳出版社 中国古典新書　1971
- 『漢長安城と阡陌・県郷亭里制度』雄山閣　1980
- 『四川と長江文明』東方書店　2003
- 『神話と古代文化』雄山閣　2004
- 『猿田彦と椿』雄山閣　2006
- 『両税法成立史の研究』雄山閣　2012

- 『中国-歴史意識と階級闘争』根本誠・小林多加士共著 現代アジア出版会 現代アジア叢書 1968